# Taneyamalite
La taneyamalite è un minerale appartenente al gruppo della deerite-howieite.